# Tagliatelle

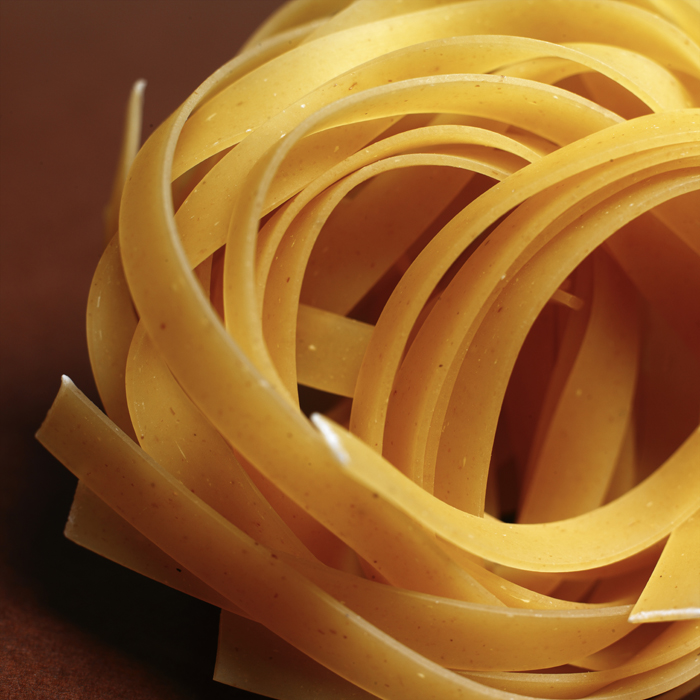
Surowy makaron tagliatelle

Tagliatelle (tagliolini, reg. taglierini – z wł. tagliare – „ciąć”) – klasyczny włoski makaron z rejonu Emilia-Romagna w kształcie długich, płaskich wstążek o grubości ok. 2 mm i szerokości 0,65–1 cm. Kształtem przypomina fettuccine, lecz jest od niego szerszy. Tagliatelle podaje się zwykle z sosami, zazwyczaj z bolognese.

## Pochodzenie
Legenda głosi, że tagliatelle zostało stworzone w okresie renesansu przez Zefirano, utalentowanego szefa kuchni, który został zainspirowany fryzurą Lukrecji d’Este ułożoną z okazji jej ślubu z Annibale II Bentivoglio (synem Giovanni II Bentivoglio) w 1487 roku. Potrawa została nazwana tagliolini di pasta e sugo, alla maniera di Zafiran (makaron tagliolini z sosem alla Zafiran) i podana na srebrnej tacy. Niekiedy początki tagliatelle łączy się z weselem bardziej znanej Lukrecji Borgii i Alfonsa I d’Este (1501). Anegdotyczne początki tego makaronu są zapewne jedynie wymysłem bolońskiego rysownika i satyryka Augusto Majani z 1931 r.
Z czasem tagliatelle zyskało znacznie mniej wyrafinowaną tradycję jako potrawa spożywana przez prostych ludzi.

## Normy jakości
16 kwietnia 1972 r. Confraternita del Tortellino i l'Accademia Italiana della Cucina złożyły w Izbie Przemysłowo-Handlowej w Bolonii wzorcowe wymiary tagliatelle, które wynoszą 8 mm szerokości po ugotowaniu (7 w stanie surowym). Sporządzony ze złota wzorzec tagliatelle znajduje się w siedzibie Izby. Grubość nie została ściśle określona, ale eksperci oceniają, że powinna mieścić się między 0,6 i 0,8 mm. Klasyczny przepis wskazuje, że tagliatelle muszą być podawane z sosem bolognese z dodatkiem parmezanu.

## Zastosowanie
Tagliatelle jest robione jak świeży makaron. Ma porowatą i szorstką fakturę, dzięki czemu jest idealnym dodatkiem do gęstych sosów z wołowiny, cielęciny, wieprzowiny lub, czasami, z królika, a także kilku innych, mniej kalorycznych (i wegetariańskich) wersji, takich jak briciole e noci (z bułką i orzechami), uovo e formaggio (z jajkiem i serem – mniej bogata carbonara) lub po prostu pomodoro e basilico (z pomidorami i bazylią).